# فرودگاه فوستوریا متروپولیتن
فرودگاه فوستوریا متروپولیتن (به انگلیسی: Fostoria Metropolitan Airport) یک فرودگاه همگانی بهره‌برداری هوایی است که یک باند فرود آسفالت دارد و طول باند آن ۱۵۲۴ متر است. این فرودگاه در کشور ایالات متحده آمریکا قرار دارد و در ارتفاع ۲۲۹ متری از سطح دریا واقع شده است.